# نوار انتهایی
نوار انتهایی (stria terminalis) ساختاری در مغز است که شامل نواری از فیبرهاست که در طول لبه جانبی سطح بطنی تالاموس قرار گرفته است. نوار انتهایی به عنوان مسیر عمده درونداد آمیگدالا از قسمت مرکزی-میانی آن به هسته‌های میانی-بطنی هیپوتالاموس ارسال پیام دارد.